# 무성 경구개 파열음
무성 경구개 파열음(無聲硬口蓋破裂音)은 자음의 하나로 경구개에서 조음되는 무성 파열음이다.

## 특징
조음기관 내의 공기의 흐름을 차단하여 만드는 파열음이다.

## 예시

### 경구개음
- 바스크어: tt에서 이 소리가 난다.
- 프리울리어: cj에서 이 소리가 난다.
- 라트비아어: ķ에서 이 소리가 난다.
- 월로프어, 줄라어, 자르마어:  c에서 이 소리가 난다.
- 슬로바키아어: ť에서 이 소리가 난다.
- 하우사어: ky에서 이 소리가 난다.
- 크메르어: ច, ឆ, ជ, ឈ의 첫소리에서 이 소리가 난다. 첫소리의 ឆ, ឈ는 유기음이다.
- 튀르키예어: /e, i, ö, ü/ 앞의 k에서 이 소리가 난다.

### 치경구개음
- 아이슬란드어: gj에서 이 소리가 난다.
- 헝가리어: ty에서 이 소리가 난다.

### 후경구개음
- 스페인어, 카탈루냐어: 전설모음 앞의 c에서 변이음으로 난다.
- 덴마크어: 전설모음 앞의 g에서 변이음으로 난다.
- 이탈리아어: /i, e, ɛ, j/ 앞의 ch에서 변이음으로 난다.
- 포르투갈어: 전설모음 앞의 qu에서 변이음으로 난다.
- 독일어: 전설모음 앞과 뒤의 k에서 변이음으로 난다.

### 그 밖
- 아일랜드어: 좁은 자음의 c에서 치경구개음 또는 경구개음으로 난다.

## 한글 표기
- 헝가리어: 파찰음으로 간주해 'ㅊ, 치'로 적는다.
- 체코어: 구개음화된 t로 간주해 '티'로 쓰고 뒤따르는 모음과 합쳐 적는다. 음절 말과 자음 앞에서는 '티'로 적는다.